# Eh... dinges
Tom Poes en eh... dinges of kortweg Eh... dinges is het 42ste verhaal uit de Bommelsaga, geschreven en getekend door Marten Toonder. Het verhaal verscheen voor het eerst op 29 december 1950 en liep tot 15 maart 1951. Het thema: vibraties op het doek die het model verlammen.

## Samenvatting
Na zijn grootschalige wegwerk heeft heer Bommel zich ingekocht voor 1000 florijnen bij de Schildersvereniging "De Afhankelijken”. Hij is erelid geworden en gaat vandaag naar het stadsmuseum van de stad Rommeldam om een tentoonstelling te openen.
Maar dan treedt Terpen Tijn binnen en geeft zijn ongezouten mening over de expositie: “Grondstoffelijk kliederwerk”. “Opgekropte verfproppen”. “Er zit geen vibratie in deze eh…dinges”. Heer Bommel trekt zijn portefeuille en vraagt hem om schilderlessen, waarbij de bankbiljetten genoeg overtuigingskracht hebben.
Terpen Tijn daagt heer Bommel uit iets op het doek te zetten. Maar dat valt tegen. Als heer Bommel na een kwartiertje zegt dat het schilderij af is, slaat Terpen Tijn het doek door zijn hoofd kapot.
Terpen Tijn ziet niets in zijn leerling, maar stuurt heer Ollie wel op pad met een opdracht en een bijzonder penseel, een penseel-met-tril-gehalte.
Als Terpen Tijn later komt kijken toont hij zijn waardering door heer Bommel door het raam te smijten. Heer Bommel besluit zonder lessen te gaan schilderen. Maar dat heeft vervelende effecten voor wat of wie er geschilderd wordt; zij worden ernstig ziek. Ook heer Bommel beland in het ziekenhuis. Tom Poes en Terpen Tijn beginnen later daarom de schilderijen te vernielen, waarna de patiënten zienderogen opknappen. En zo loopt het toch nog goed af.